# Ronde van Qatar 2010 (mannen)
De Ronde van Qatar 2010 was de negende editie van deze meerdaagse wielerwedstrijd die sinds 2002 jaarlijks in Qatar georganiseerd wordt. De wedstrijd vond plaats van 7 tot 12 februari en bestond uit zes etappes. Aan deze editie deden vijftien ploegen mee. De organisatie was in handen van Amaury Sport Organisation. Van de 128 gestarte renners kwamen er 120 over eindstreep op 12 februari.

## Etappe-uitslagen

### 1e etappe
| West Bay Lagoon – West Bay Lagoon (ploegentijdrit over 8.2 km) |                    |        |
| Plaats                                                         | Ploeg              | tijd   |
|                                                                | Sky ProCycling     | 09'41" |
| 2                                                              | Garmin-Transitions | +8"    |
| 3                                                              | Team Saxo Bank     | +13"   |
| 4                                                              | Team HTC-Columbia  | +18"   |
| 5                                                              | Quick Step         | +20"   |
| 6                                                              | Saur-Sojasun       | +21"   |
| 7                                                              | Liquigas-Doimo     | z.t.   |
| 8                                                              | BMC Racing Team    | z.t.   |
| 9                                                              | Vacansoleil        | +22"   |
| 10                                                             | Team Milram        | +25"   |

### 2e etappe
| Camel Race Track – Qatar Foundation (147 km) |              |                        |           |
| Plaats                                       | Naam         | Ploeg                  | Tijd      |
| Winnaar                                      | Geert Steurs | Topsport Vlaanderen-M. | 03u31'00" |
| 2                                            | Wouter Mol   | Vacansoleil            | z.t.      |
| 3                                            | Roger Kluge  | Team Milram            | + 1'51"   |

### 3e etappe
| Dukhan – Mesaieed (136.5 km) |                   |                  |           |
| Plaats                       | Naam              | Ploeg            | Tijd      |
| Winnaar                      | Tom Boonen        | Quick Step       | 03u01'39" |
| 2                            | Heinrich Haussler | Cervélo TestTeam | z.t.      |
| 3                            | Baden Cooke       | Team Saxo Bank   | z.t.      |
|                              |                   |                  |           |
| 8                            | Bobbie Traksel    | Vacansoleil      | z.t.      |

### 4e etappe
| The Pearl – Al Khor Corniche (146.5 km) |                   |                    |           |
| Plaats                                  | Naam              | Ploeg              | Tijd      |
| Winnaar                                 | Francesco Chicchi | Liquigas-Doimo     | 03u16'48" |
| 2                                       | Heinrich Haussler | Cervélo TestTeam   | z.t.      |
| 3                                       | Juan José Haedo   | Team Saxo Bank     | z.t.      |
|                                         |                   |                    |           |
| 4                                       | Theo Bos          | Cervélo TestTeam   | z.t.      |
| 5                                       | Kenny Dehaes      | Omega Pharma-Lotto | z.t.      |

### 5e etappe
| Lusail – Madinat Al Shamal (142 km) |                      |                  |           |
| Plaats                              | Naam                 | Ploeg            | Tijd      |
| Winnaar                             | Tom Boonen           | Quick Step       | 03u13'00" |
| 2                                   | Danilo Napolitano    | Katjoesja        | z.t.      |
| 3                                   | Edvald Boasson Hagen | Sky ProCycling   | z.t.      |
|                                     |                      |                  |           |
| 4                                   | Theo Bos             | Cervélo TestTeam | z.t.      |

### 6e etappe
| Al Wakra – Doha Corniche (123.5 km) |                   |                    |           |
| Plaats                              | Naam              | Ploeg              | Tijd      |
| Winnaar                             | Francesco Chicchi | Liquigas-Doimo     | 02u42'49" |
| 2                                   | Tyler Farrar      | Garmin-Transitions | z.t.      |
| 3                                   | Juan José Haedo   | Team Saxo Bank     | z.t.      |
|                                     |                   |                    |           |
| 7                                   | Tom Boonen        | Quick Step         | z.t.      |
| 20                                  | Wouter Mol        | Vacansoleil        | z.t.      |

## Eindklassementen
| Plaats      | Naam              | Ploeg                  | Tijd      |
| ----------- | ----------------- | ---------------------- | --------- |
| Gouden trui | Wouter Mol        | Vacansoleil            | 15u55'17" |
| 2           | Geert Steurs      | Topsport Vlaanderen-M. | + 00'35"  |
| 3           | Tom Boonen        | Quickstep              | + 01'45"  |
| 4           | Roger Kluge       | Team Milram            | + 01'59"  |
| 5           | Marcus Burghardt  | BMC Racing Team        | + 02'05"  |
| 6           | Danilo Napolitano | Katjoesja              | + 02'09"  |
| 7           | Philippe Gilbert  | Omega Pharma-Lotto     | + 02'17"  |
| 8           | Francesco Chicchi | Liquigas-Doimo         | + 02'28"  |
| 9           | Heinrich Haussler | Cervélo TestTeam       | + 02'37"  |
| 10          | Stuart O'Grady    | Team Saxo Bank         | + 02'40"  |
| 11          | Marco Velo        | Quickstep              | + 02'47"  |
| 12          | Alessandro Ballan | BMC Racing Team        | + 02'48"  |
| 13          | Roger Hammond     | Cervélo TestTeam       | + 02'53"  |
| 14          | Cyril Lemoine     | Saur-Sojasun           | + 02'54"  |
| 15          | Klaas Lodewyck    | Topsport Vlaanderen-M. | + 03'00"  |
| 16          | Jeremy Hunt       | Cervélo TestTeam       | + 03'23"  |
| 17          | Andreas Klier     | Cervélo TestTeam       | + 03'35"  |
| 18          | Baden Cooke       | Team Saxo Bank         | + 03'37"  |
| 19          | Bernhard Eisel    | Team HTC-Columbia      | + 03'41"  |
| 20          | Nikolaj Troesov   | Katjoesja              | + 03'56"  |

| Plaats      | Naam              | Ploeg            | Punten |
| ----------- | ----------------- | ---------------- | ------ |
| Groene trui | Heinrich Haussler | Cervélo TestTeam | 108    |
| 2           | Tom Boonen        | Quickstep        | 104    |
| 3           | Francesco Chicchi | Liquigas-Doimo   | 82     |
|             |                   |                  |        |
| 10          | Theo Bos          | Cervélo TestTeam | 46     |

| Plaats     | Naam            | Ploeg                  | Punten    |
| ---------- | --------------- | ---------------------- | --------- |
| Witte trui | Roger Kluge     | Team Milram            | 15u57'16" |
| 2          | Klaas Lodewyck  | Topsport Vlaanderen-M. | + 01'01"  |
| 3          | Nikolaj Troesov | Katjoesja              | + 01'57"  |
|            |                 |                        |           |
| 37         | Rob Ruijgh      | Vacansoleil            | + 16'41"  |

| Plaats | Ploeg                        | Tijd      |
| ------ | ---------------------------- | --------- |
|        | Cervélo TestTeam             | 47u32'51" |
| 2      | Topsport Vlaanderen-Mercator | + 00'17"  |
| 3      | Quickstep                    | + 01'26"  |
| 4      | Vacansoleil                  | + 01'34"  |

Mannen:
2002 · 
2003 · 
2004 · 
2005 · 
2006 · 
2007 · 
2008 · 
2009 · 
2010 · 
2011 · 
2012 · 
2013 · 
2014 · 
2015 · 
2016

Vrouwen:
2009 · 
2010 · 
2011 · 
2012 · 
2013 · 
2014 · 
2015 · 
2016